# Josef Schreier
Josef Schreier, psán také Schreyer, Schrayer, Sreiger nebo Šrajer (2. ledna 1718 Dřevohostice – ???), byl moravský barokní hudební skladatel, který komponoval chrámovou hudbu a lidové operety.

## Život
Jeho otec Jan Jiří Schreier se oženil s Alžbětou Tělepovou, rodem z Dřevohostic, a 2. ledna 1718 se jim narodil syn Josef. O jeho dětství a raném mládí není zpráv. Dne 13. června 1740 se v Bílovicích u Uherského Hradiště jako místní rektor oženil s Annou, dcerou zesnulého Mikuláše Bureše, dřívějšího rektora. Tímto sňatkem si tedy Josef Schreier ve svých 22 letech zajistil místo učitele a správce chrámové hudby a zpěvu. Proto se tehdy učitelům říkalo kantoři (latinsky - zpěváci) a mnoho z nich hudbu i skládalo.
Manželé měli dvanáct dětí, z nichž některé brzy po porodu, nebo o něco později, zemřely. Manželé Schreierovi posloužili také místním občanům jako kmotři při křtu, stejně sirotkům jako dětem ze zámožnějších rodin. Po roce 1760 se stopy po Josefu Schreierovi z bílovické matriky vytrácejí. Jeden z jeho synů, Jan, po vstupu do piaristického řádu přijal jméno Norbert (1744–1811). Stal se filozofem, skladatelem a teologem, rektorem piaristického gymnázia v Banské Štiavnici, byl jedním z činitelů slovenského národního obrození. Na Slovensku byly v nedávné době[kdy?] objeveny další záznamy o skladbách Josefa Schreiera, které by mohly prokázat, že v Uhrách později žil a pravděpodobně i zemřel.
Josef Jungmann napsal ve své Historii literatury české (1825), že moravský učitel Schreier zkomponoval kolem roku 1760 několik operet v hanáckém nářečí.

## Díla
- Aurea libertas („Zlatá svoboda“ - žertovný dialog dvou mládenců o ženitbě, dílko je chválou svobodného stavu)
- Veritas exulans („Vyhnaná Pravda“ - hořká satira o Světě, který se spřáhne s Politikem, aby společně zlikvidovali Pravdu, nebo ji alespoň vyhnali do exilu)

Tato dílka jsou historicky prvními českými zpěvohrami, které patří k vrcholům české jevištní tvorby období rokoka.
- Landembork (komická opereta v hanáckém nářečí z doby prusko-rakouských válek. Josefu Schreierovi je pouze připisována, autorství není řádně doloženo, stejně jako autorství tři velikonočních oratorií)
- Pastorela in D (drobnější překrásná chrámová skladba, vychází z valašské lidové hudby)
- Moravská mše vánoční - Missa pastoralis in C boemica (pastýřská mše s ryze moravskou melodikou, vychází z valašského lidového prostředí. Je nejvýznamnějším dílem kantorské hudby na Moravě v 18. století)
- Pastorella ex A

Novodobá premiéra díla ve velkém nástrojovém obsazení: 25. 12. 2002, chrám sv. Michala v Olomouci a 28. 12. 2002, kostel sv. Havla v Dřevohosticích (obojí provedení: „Collegium vocale“ Olomouc - dirigent – Růžena Saligerová)
První novodobé zahraniční provedení : chrám sv. Karla Boromejského Vídeň, 18. 12. 2004 (Smíšený pěvecký sbor Města Uničova a Komorní orchestr Základní umělecké školy Uničov, sbormistryně Květoslava Folprechtová, dirigent František Mlynář)
První provedení velkým profesionálním tělesem: Dům umění Zlín, 21. 12. 2007, Filharmonie Bohuslava Martinů Zlín, Sbor Cantica laetitia, dirigent Jaroslav Kyzlink.
Základem mše jsou pastorely, drobné scénky s pastýřskými náměty. Střídají se zpěvy v jazyce českém, latinském a ve valašském nářečí. Vyjadřují spontánní radost pastýřů z narození Páně. V době vzniku kolem r. 1755 – 1760 a po dobu více než sto následujících let byla tato mše velmi populární. Hrála se ve venkovských kostelech po celé Moravě, hráli ji i v Čechách, ale také na území dnešního Polska a v Uhrách. Pak upadla na dlouhou dobu v zapomenutí.
Znovu ji na základě podnětu brněnského muzikologa - profesora PhDr. Jiřího Sehnala, CSc. objevil v roce 1983 profesor Janáčkovy akademie múzických umění v Brně - PhDr. Jan Trojan, CSc. (1926), muzikolog, odborník na českou a moravskou barokní hudbu. Studiem archivních pramenů identifikoval rodinné vztahy a místo narození skladatele - městečko Dřevohostice.
- Missa solemnis - (slavnostní, latinsky zpívaná mše - mistrovské dílo skladatele) - objevena v roce 2003 v Bratislavě profesorem Janem Trojanem a jeho přítelem - iniciátorem novodobých premiér z díla Josefa Schreiera, učitelem z Dřevohostic - Zdeňkem Smiřickým (1946). Novodobá premiéra díla: 27. 7. 2008, kostel sv. Havla v Dřevohosticích - „Musica Figuralis“, dirigent - Marek Čermák.

## Dílo Josefa Schreiera v současnosti
Občanské sdružení Vlastivědná společnost Žerotín Dřevohostice, které roku 2004 založil Zdeněk Smiřický, usiluje o oživení osobnosti a díla kantora a skladatele Josefa Schreiera – nejvýznamnějšího dřevohostického rodáka.
Ve čtvrtek dne 8. září 2011 byl neúnavný šiřitel díla Josefa Schreiera, dřevohostický učitel Mgr. Zdeněk Smiřický, přijat na pražském arcibiskupství Jeho Eminencí, nynějším kardinálem Mos. Dominikem Dukou, jehož ve čtyřiceti minutovém rozhovoru informoval o osobnosti a díle dřevohostického rodáka. Pana kardinála osobnost zapomenutého dřevohostického skladatele velmi zaujala. Mgr. Zdeňku Smiřickému bylo přislíbeno, že moravská mše vánoční Josefa Schreira "Missa pastoralis in C boemica" zazní o Vánocích roku 2012 v chrámu sv. Víta a Vojtěcha na Pražském hradě, což bylo několikrát potvrzeno i korespondencí v první polovině roku 2012.
A tak na Boží hod vánoční, tedy 25. 12. 2012 v 10:00 hodin zazněla vánoční mše Josefa Schreiera jako pražská premiéra v katedrále svatého Víta, Václava a Vojtěcha v Praze. Byla uvedena v rámci slavnostní mše svaté, kterou sloužil Jeho Eminence, Dominik kardinál Duka. Vánoční mši " Missa pastoralis in C boemica" Josefa Schreiera s velkým nadšením nacvičil a skvěle provedl Pražský katedrální sbor a orchestr pod vedením dirigenta MgA. Josefa Kšici. Pražské premiéry se zúčastnilo na padesát dřevohostických občanů v čele s iniciátorem Mgr. Zdeňkem Smiřickým a starostou Stanislavem Skýpalou. Pan kardinál je vřele přivítal jako poutníky z Moravy. Poznámka: O premiéře v katedrále sv. Víta byl natočen kvalitní dokument - DVD (asi 17 minut), autor Václav Fořt a kolektiv, Praha. Je možno je zhlédnout na Youtube (viz externí odkazy).
Novodobého provedení zpěvoher Josefa Schreiera "O vyhnané pravdě" a "Zlatá svoboda" se s velkým nadšením ujal skvělý barokní soubor "Ensemble Damian" z Olomouce za režie svého vedoucího - vysokoškolského hudebního pedagoga a hudebního skladatele - Tomáše Hanzlíka, který provedl Schreierovy zpěvohry s velkým úspěchem v barokních kulisách i kostýmech v rámci již tradičního letního hudebního festivalu "Olomoucké barokní slavnosti" v červenci 2015 v átriu olomouckého jezuitského konviktu - Uměleckého centra Univerzity Palackého v Olomouci.

## Nahrávky
- Moravské Vánoční mše (Josef Schreier: „Missa pastoralis in C boemica“; Milan Přívara: „O narození Pána Krista“, Narodil se Kristus Pán, Uničov 2006)